# Jan Maciej Struś Gołocki
Jan Maciej Struś Gołocki (Gołecki) herbu Kościesza (zm. 1679) – podsędek lwowski w latach 1667–1679, podczaszy płocki w 1659 roku, starosta janowski w 1667 roku, sędzia kapturowy ziemi lwowskiej w 1668 roku, sędzia kapturowy ziemi lwowskiej w 1673 roku.
Stanął w 3 konie na pospolitym ruszeniu ziemian lwowskich i powiatu żydaczowskiego 29 sierpnia 1672 roku pod Lublinem. W 1674 roku był elektorem Jana III Sobieskiego z województwa ruskiego. Poseł na sejm 1677 roku.